# 白脇村
白脇村（しらわきむら）は静岡県の西部、敷知郡・浜名郡に属していた村である。現在の浜松市の浜松駅南側一帯、馬込川沿岸にあたる。

## 地理
- 河川：馬込川、芳川

## 歴史
- 1889年（明治22年）4月1日 - 町村制の施行により、浜松寺島村、浜松八幡地村、楊子村、寺脇村、福塚村、三島村、瓜内村［大部分］、白羽村、中田島村、龍禅寺村が合併して敷知郡白脇村が発足。
- 1896年（明治29年）4月1日 - 郡制の施行により所属郡が浜名郡に変更。
- 1904年（明治37年）12月14日 - 大字浜松寺島、浜松八幡地、龍禅寺が浜松町に編入。
- 1939年（昭和14年）7月1日 - 浜松市に編入。同日白脇村廃止。
- 2007年（平成19年）4月1日 - 浜松市が政令指定都市に移行し、旧村域のうち1904年に編入された地域が中区、残部が南区の所属となる。
- 2024年（令和6年）1月1日 - 浜松市の行政区再編に伴い、旧村域の全域が中央区となる。

## 交通

### 鉄道路線
鉄道省東海道本線が村域を通過し、至近に浜松駅が所在した。